# Urolophus gigas
Urolophus gigas là một loài cá đuối trong họ Urolophidae. CHúng là loài đặc hữu của vùng biển dọc nam Úc. 